# Charles Stanhope (4. hrabia Harrington)

Herb hrabiów Harrington

Charles Stanhope (8 kwietnia 1780 - 3 marca 1851) – brytyjski arystokrata i wojskowy, najstarszy syn Charlesa Stanhope'a, 3. hrabiego Harrington i Jane Fleming, córki sir Johna Fleminga, 1. baroneta. Od urodzenia do śmierci ojca w 1829 r. nosił tytuł wicehrabiego Petersham, później - hrabiego (earl) Harrington.
W latach 1793–1795 kształcił się w Eton College. Później wstąpił do Coldstream Guards. W 1799 r. został kapitanem Lekkich Dragonów Księcia Walii, w 1803 r. majorem Rangersów Królowej, zaś w 1807 r. podpułkownikiem 3. Regimentu Indii Zachodnich. W 1814 r. został awansowany do stopnia pułkownika. W latach 1812–1820 pełnił funkcję Lord of the Bedchamber króla Jerzy III Hanowerski, zaś w latach 1820–1829 tę samą funkcję dla króla Jerzego IV.
Petersham należał do najbliższego kręgu przyjaciół księcia-regenta, późniejszego Jerzego IV. Maniery miał sztuczne, a mówiąc lekko seplenił. Nie pokazywał się publicznie przed 18:00. Petersham był osobą nadającą trend ówczesnej modzie. Sprzyjała temu znajomość z księciem-regentem, który naśladował wicehrabiego w sposobie ubierania, obyczaju picia kawy i zażywania tabaki. Miał 365 puzderek z tabaką, po jednej na każdy dzień roku.
Wysoki i przystojny, Petersham przypominał według niektórych króla Henryka IV. Dla udokumentowania podobieństwa nosił krótko przystrzyżoną brodę. Sam zaprojektował większość swoich strojów, które szybko zostały skopiowane. Od jego imienia nazwany został typ kapelusza (Harrington hat) i płaszcza (Petersham overcoat). Podobno książę-regent zamówił po jednym egzemplarzu płaszcza Petershama na każdy dzień tygodnia. Ulubionym kolorem wicehrabiego był brąz. W tym kolorze posiadał większość ubrań i powóz. Brązowe były też stroje służby.
Już jako hrabia Harrington wynajął Williama Barrona, aby ten zaprojektował ogrody we wiejskiej rezydencji Stanhope'ów, Elvaston Castle. Hrabia zlecił też Lewisowi Cottinghamowi zmianę wystroju głównej sali, nazywanej od tamtej pory "Salą Pięknej Gwiazdy" (Hall of the Fair Star).
7 kwietnia 1831 r. w Elvaston Castle, poślubił Marię Foote (czerwiec 1798 - 27 grudnia 1867), córkę Samuela Foote'a, byłą aktorkę Covent Garden. Ich związek spotkał się z oporem ze strony starego hrabiego Harrington i był przedmiotem plotek wśród londyńskiej śmietanki towarzyskiej. Doszedł do skutku dopiero po śmierci ojca Charlesa. Miał on z Marią syna i córkę:
- Charles Stanhope (13 grudnia 1831 - 8 kwietnia 1836), wicehrabia Petersham
- Jane St. Maur Blanche Stanhope (14 maja 1833 - 28 listopada 1907), żona George'a Conynghama, 3. markiza Conyngham, miała dzieci